# اینترویو (مجله)
اینترویو (انگلیسی: Interview) یک مجله آمریکایی است که در سال ۱۹۶۹ توسط هنرمند اندی وارهول و روزنامه‌نگار بریتانیایی جان ویلکاک تأسیس شد. این مجله با نام مستعار «توپ کریستالی پاپ» (The Crystal Ball of Pop) مصاحبه‌هایی با افراد مشهور، هنرمندان، موسیقیدان‌ها و متفکران خلاق انجام می‌داد.